# Tierra del fuego
Pour plus de détails, voir Fiche technique et Distribution.
Tierra del fuego est un film chilien réalisé par Miguel Littin et sorti en 2000.

## Synopsis
Basé sur une histoire de Francisco Coloane, le film relate la conquête de la Terre de Feu par l'explorateur et aventurier Julius Popper.

## Fiche technique
- Réalisation : Miguel Littin
- Scénario : d'après une histoire de Francisco Coloane
- Musique : Milladoiro, Ángel Parra
- Photographie : Giuseppe Lanci
- Montage : Ernest Blasi
- Durée : 108 minutes
- Dates de sortie :
  - mai 2000 : Festival de Cannes
  - 19 mai 2000 : Italie
  - 23 mai 2000 : Espagne

## Distribution
- Jorge Perugorría : Julius Popper
- Ornella Muti : Armenia
- Tamara Acosta (es) : Mennar
- Nelson Villagra (es) : Novak
- Álvaro Rudolphy : Schaeffer
- Nancho Novo (es) : Silveira
- Luis Alarcón (es) : Alexis
- Claudio Santamaria : Spiro

## Récompenses et distinctions
- Le film a été sélectionné au Festival de Cannes en 2000 (Un Certain Regard)[1].